# Alice Salazar
Alice Caetano Salazar, mais conhecida como Alice Salazar (Santo Antônio da Patrulha, 17 de agosto de 1983), é uma maquiadora profissional premiada nacionalmente. Pioneira no Brasil no segmento de beleza e negócios na internet, marca de maquiagem com sua própria identidade e nome, além de Palestras de Maquiagem e Empreendedorismo no país, Alice Salazar possui uma rede de franquias com mais de 40 lojas em todo o Brasil.
É especialista em maquiagem, com cursos no Brasil e exterior, como as Escolas de Maquiagem Make Up Forever e Atelier Make-Up em Paris, na França e Dubai, na Escola da Kryolan, na Argentina e em renomados centros de Londres e Nova York.
Desde o início de sua carreira, em 2010, Alice conquistou um grande público na internet com a sua personalidade única e espontânea. Suas redes sociais contam com milhões de seguidores, em sua grande maioria, mulheres, de 25 a 45 anos, com bom poder aquisitivo e seu canal no YouTube soma mais de 230 milhões de visualizações.

## Biografia
Nasceu a 17 de agosto de 1983, em Porto Alegre, Alice foi criada na cidade de Santo Antônio da Patrulha, localizada entre a capital e o litoral norte gaúcho. Ainda pequena, se encantou por maquiagem ao ver sua mãe, Margarete Salazar, designer de sobrancelhas e maquiadora, mexer com uma infinidade de sombras, cores, batons e pincéis. Ao notar que a filha tinha talento para se tornar uma excelente profissional na área, Margarete Salazar transmitiu truques, sabedoria e experiência.
Em 2007 frequentou cursos para obter aperfeiçoamento e profissionalização, um deles feito no Instituto Embelleze, e outro, no SENAC. Nessa época cursava o ensino superior em Design, mas interrompeu para ingressar em Estética e Cosmética na Universidade Luterana do Brasil. Neste mesmo ano, começou a trabalhar como maquiadora do Grupo RBS, na emissora RBS TV, afiliada a Rede Globo de Televisão na Região Sul. Alice também fez cursos no exterior: na França, na Escola de Maquiagem Make Up Forever e outro no Atelier Make-up Paris; na Argentina, fez aperfeiçoamento na Kryolan.
Em 2010, a qualidade de seu trabalho junto ao carisma e espontaneidade lhe renderam um convite do Grupo RBS para criar um blog - o Espelho Meu, que se destacou por conquistar um enorme número de acessos e ficar entre os 10 mais visualizados no site ClicRBS.
Alice também com seu alto sucesso já inaugurou mais de 10 lojas de sua rede Alice Salazar Store, loja de multimarcas de maquiagem que agrada todo o publico apaixonado por maquiagem.
Em fevereiro de 2019, Alice foi confirmada como uma das participantes da 11ª temporada do reality show O Aprendiz na Band.
A facilidade com que ensina maquiagem também foi transformada no livro De Bem Com o Espelho, repleto de dicas simples para mulheres de todas as idades. Os tutoriais mostram todas as etapas com fotos bastante ilustrativas que ajudam no entendimento. Utilizando linguagem direta, Alice Salazar conquista os leitores com sua espontaneidade. A obra, recentemente lançada pela Editora Belas Letras, pode ser encontrada nas livrarias de todo o País.
Os cursos de automaquiagem em várias cidades por todo o Brasil são frequentes e contam cada vez com mais público. Nas aulas, Alice utiliza produtos das mais variadas marcas e preços, simplificando técnicas e mostrando como atingir resultados incríveis.